# オルドリッチ・エイムズ

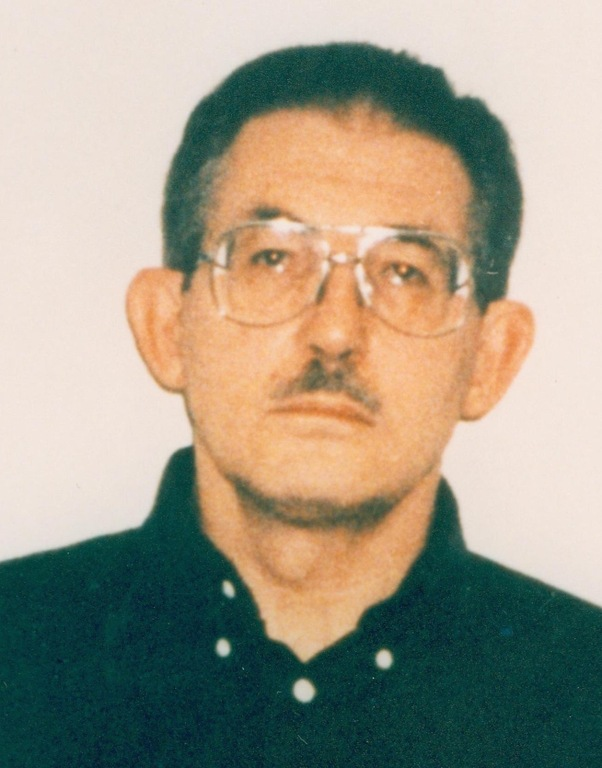
オルドリッチ・エイムズ

オルドリッチ（オールドリッチ）・ヘイゼン・エイムズ(Aldrich Hazen Ames, 1941年5月26日 - )は、CIA工作官。ソ連KGBおよびロシアSVRの協力者である事が発覚し1994年に逮捕された。

## 経歴
1963年シカゴ大学文学部卒業後、CIA入局。工作官として1969年-1972年アンカラ、1972年-1976年工作本部ソ連東欧部、1976年-1981年ニューヨーク、1981年-1983年メキシコシティ、1983年-1986年工作本部ソ連東欧部、1986年-1989年ローマで勤務。
ロシア語を解するので、ニューヨークではCIA協力者のソ連人外交官2名を扱った。1984年に、巨額な報酬を求め、自らアプローチしてソ連KGBの協力者となった。当時のエイムズはCIAのソ連に対する協力者獲得・運営工作のすべてを知り得る役職であった。そのため、ソ連側に高額な対価を要求し、それが受け入れられると、トップクラスの協力者10人以上のリストを漏洩させた。ソ連では全員が逮捕され、ほとんどが死刑にされた。これは、CIAに壊滅的な衝撃を与えた。
その後も、1994年FBI公安部に逮捕されるまで、約9年間に渡ってスパイ活動を続け、数千件の情報を提供し続けた。逮捕時の役職は工作本部中央ユーラシア部防諜統括部長である。
エイムズは大量の機密文書を無造作にビニール袋で持ち出し、ソ連およびロシアからの報酬で高額な家や車を購入していた。また、アルコール中毒にも侵されていた。このような人物が9年間も逮捕されなかったことが後に批判されたが、CIA内部でもエイムズを疑う声は上がっていた。しかし、CIA内部に蔓延していた身内に甘い体質の為に、ポリグラフ検査で疑わしい結果が出ていたにもかかわらず、決定的な証拠を見つけられず逮捕には至らなかった。
FBI公安部との合同捜査により、ようやく徹底した捜査が行われ、自宅から証拠が発見され、逮捕された。2017年現在、仮釈放無しの終身刑で服役中。